# Kommunlistan (Hedemora)
Kommunlistan i Hedemora (KL eller KLH, tidigare Långshyttepartiet), är ett lokalt politiskt parti i Hedemora kommun.

## Historik
Långshyttepartiet grundades 2009 av politiskt aktiva i Långshyttan som ansåg att kommunens resurser riktades till centralorten Hedemora och inte till Hedemoras landsbygd. I valet 2010 fick partiet 6,95 % av rösterna, som motsvarar 3 av 41 mandat. Antalet mandat i Hedemoras kommunfullmäktige har ökade i valet 2014 till 4 av 41 med 9,97 % av rösterna. I valet 2018 fick partiet 12,01 % av rösterna, som motsvarar 5 av 41 mandat.

## Valresultat
| År   | Röster | %     | Mandat  |
| ---- | ------ | ----- | ------- |
| 2010 | 660    | 6,95  | 3 av 41 |
| 2014 | 973    | 9,97  | 4 av 41 |
| 2018 | 1 189  | 12,01 | 5 av 41 |
| 2022 | 1 014  | 10,52 | 4 av 35 |